# 寶島西米樂
《寶島西米樂》（英語：Formosa Sebiro），劇名的西米樂取自日文的西裝（せびろ），經籌備3年以上的在2025年上檔的台視八點檔。由松大娛樂製作，2025年2月18日辦理首映記者會，2025年6月3日起台視主頻播出。是關於西裝產業職人精神的故事。

## 音樂
全劇音樂由蔣三省獨立創作，而原聲帶的主題曲《太陽》及片尾曲《一句話一封信》由蕭景鴻演唱，在設計時考量到西裝學習的過程艱辛，需要正向支持及爆發力，而設計出可以感動劇組演員的曲調。

## 播出時間
臺灣電視台2025年6月3日在週一至週五20:00至22:00上映，LINE TV接在此後上架。

## 角色關聯
照官方人物關係圖，與寶島西裝店關聯的共有16名角色，與錦繡布莊的關聯人數相同；與金玉盛布行關聯的共有6名角色。依其中谱系图，這些角色分別隸屬5個家庭。

## 外部連結
- 官方网站－台視